# Acid p-cumaric
Acidul p-cumaric (acidul 4-hidroxicinamic) este un compus organic de tip acid fenolic, cu formula HOC6H4CH=CHCO2H. Este un izomer de acid hidroxicinamic. Este un solid alb, puțin solubil în apă dar solubil în etanol și eter dietilic.  